# Тушканіха
Тушкані́ха (рос. Тушканиха) — селище у складі Зміїногорського району Алтайського краю, Росія. Входить до складу Октябрської сільської ради.

## Населення
Населення — 147 осіб (2010; 250 у 2002).
Національний склад (станом на 2002 рік):
- росіяни — 88 %